# Étel
Étel ist eine französische Gemeinde mit 2058 Einwohnern (Stand 1. Januar 2022) im Département Morbihan in der Region Bretagne.

## Geographie

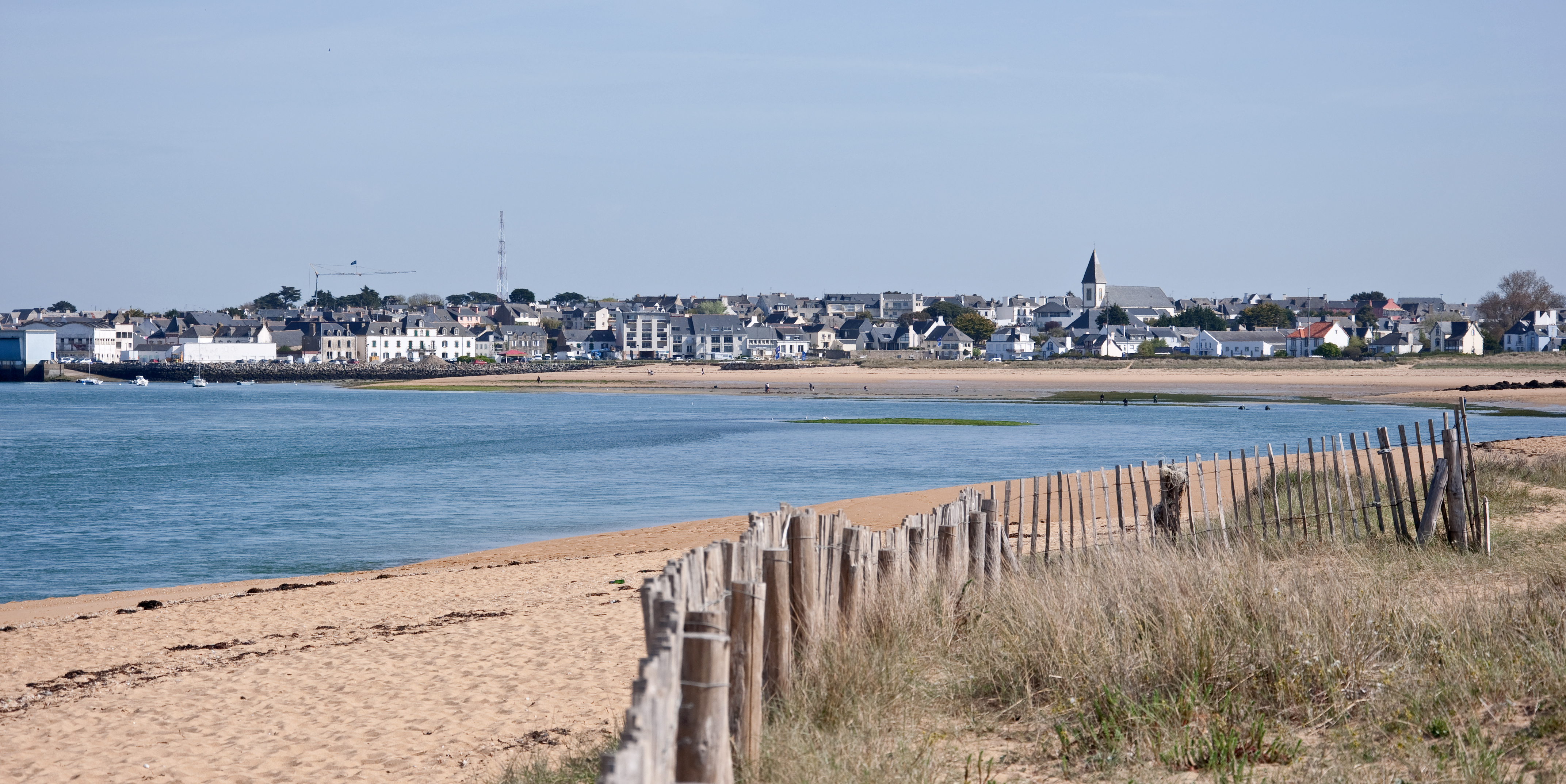
Étel, Uferansicht

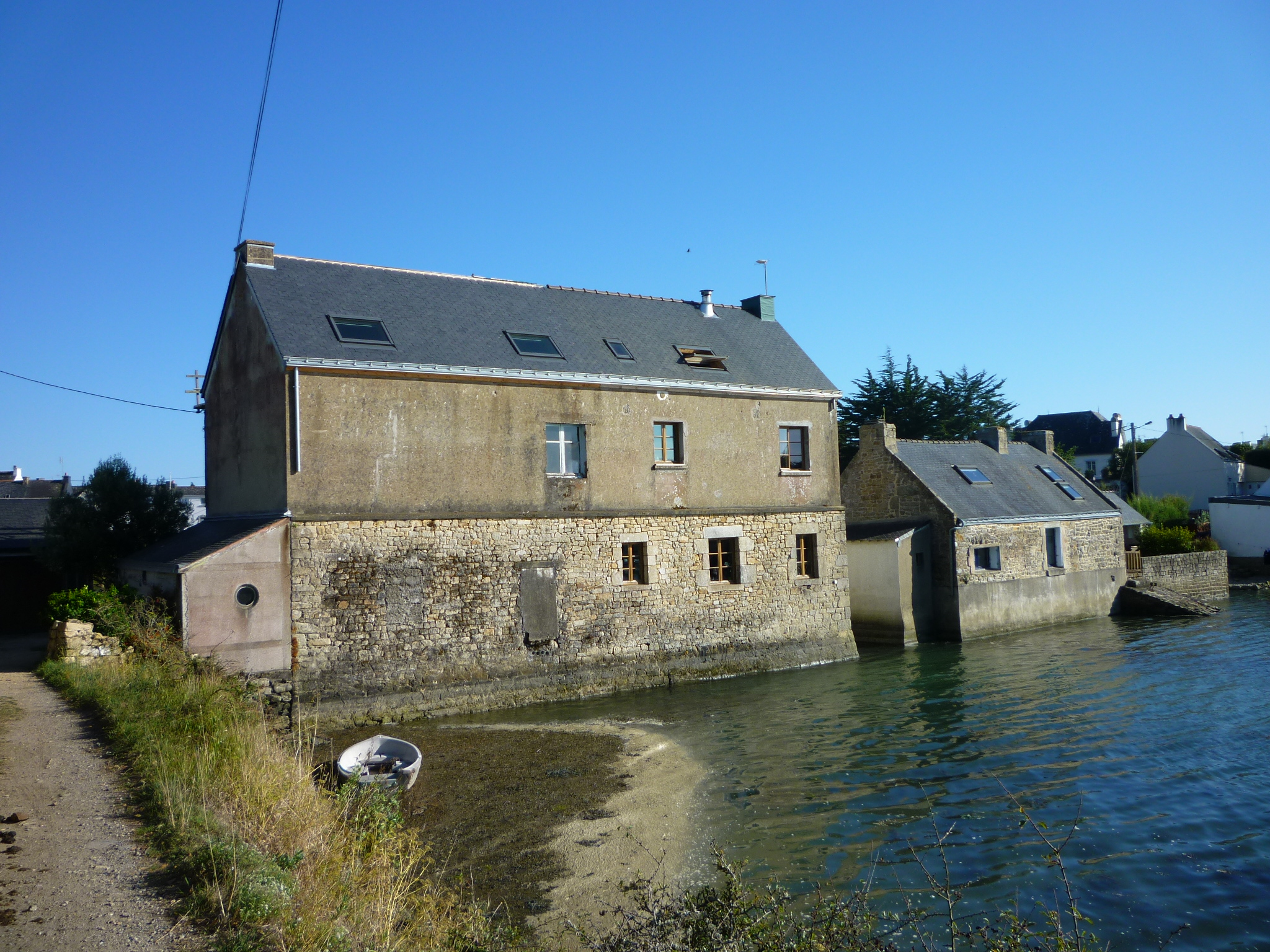
Gezeitenmühle Moulin du Sac'h

Der Ort liegt am Fluss Étel, ca. einen Kilometer vor dessen Mündung in den Atlantischen Ozean.
Die Gemeinde grenzt im Nordosten – durch den Fluss Sac’h getrennt, aber über eine Straßenbrücke verbunden – an die Gemeinde Belz, im Südosten an die Gemeinde Erdeven und im Westen an den Fluss Étel.

## Geschichte
Im Jahr 1850 wird das Fischerdorf Étel eine eigenständige Gemeinde. Ende des 19. Jahrhunderts gerät die traditionelle Sardinen-Fischerei in eine Krise und der Fang des Weißen Thunfisches gewinnt die vorrangige Stellung für den Ort. In den 1930er Jahren ist Étel mit rund 250 Booten, 1000 Seeleuten sowie Konservenfabriken einer der Haupthäfen der französischen Thunfisch-Fischerei. Nach dem Zweiten Weltkrieg wird die Flotte modernisiert und der Fischfang verlagert sich zu beliebteren Sorten wie Seezunge, Seehecht oder Rotzunge. In den 1960er Jahren wandert die Fischindustrie jedoch nach Lorient ab und der Ort hat den Rückgang eines Drittels seiner Bevölkerung zu verkraften. Ende der 1980er Jahre ist der Wandel vom Fischereihafen zum Sportboothafen vollzogen.

## Bevölkerungsentwicklung
| Jahr                       | 1962 | 1968 | 1975 | 1982 | 1990 | 1999 | 2009 | 2019 |
| Einwohner                  | 3085 | 3074 | 2762 | 2445 | 2318 | 2165 | 2063 | 2054 |
| Quellen: Cassini und INSEE |      |      |      |      |      |      |      |      |

## Kultur
- Musée des Thoniers (dt.: Museum für Thunfisch-Fischerei)

## Wirtschaft und Infrastruktur

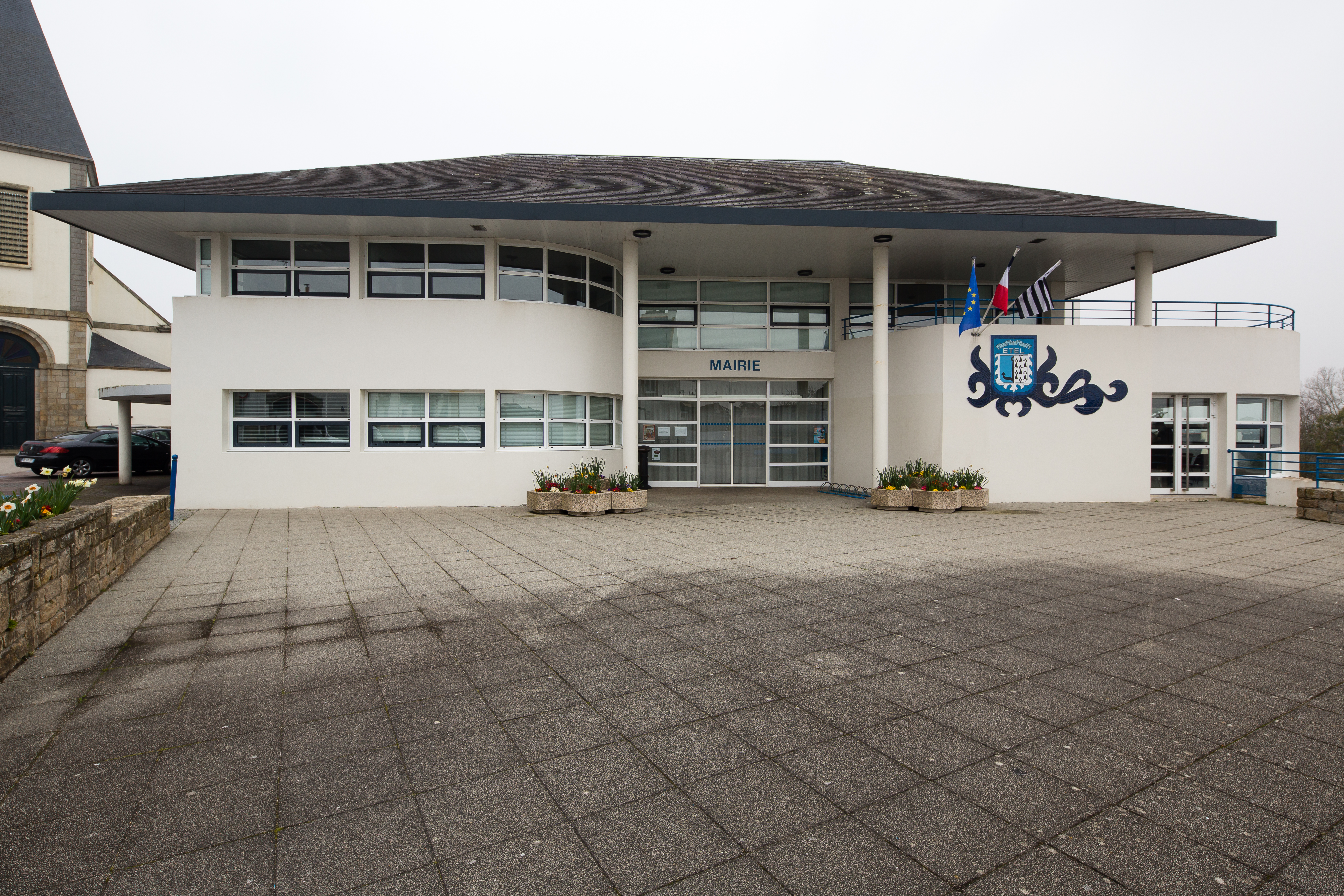
Rathaus Étel

Nach dem Niedergang der Fischindustrie spielt die Fischerei nur noch eine untergeordnete Rolle für den Ort. An die Stelle des Fischfangs sind stationäre Austernzuchten getreten, für die der durch Gezeitenströme geprägte Fluss Étel günstige Bedingungen bietet. Eine weitere Einnahmequelle für die Gemeinde bietet der Tourismus in der Sommersaison.
Die SNSM unterhält in Étel eine Seenotrettungsstation.

## Verkehr
Étel ist über die D16 mit Belz und über die D105 mit Erdeven verbunden. Das weiterführende Straßennetz wird über diese angrenzenden Gemeinden erreicht.
Der nächste Bahnhof mit Fernverkehrsanschluss liegt in Auray, nächstgelegener Flughafen ist Lorient Bretagne Sud. Busverbindungen (montags bis samstags) bestehen nach Auray, Carnac – La Trinité-sur-Mer, Lorient und Port-Louis. In der Sommersaison besteht ein Fährverkehr über die Ria d’Étel zum Hafen von Magouer in der Gemeinde Plouhinec.
Bis 1935 war Étel Endpunkt der Straßenbahn La Trinité–Étel.